# Miro Oman
Miro Oman (* 11. Januar 1936 in Tržič; † 15. Juli 2012 ebenda) war ein slowenischer Skispringer und Skisprungtrainer.

## Werdegang
Oman begann seine aktive Karriere mit dem Start für Jugoslawien bei der Vierschanzentournee 1959/60. Sein bestes Ergebnis erreichte er mit Rang 19 auf der Paul-Außerleitner-Schanze in Bischofshofen. In der Gesamtwertung landete er auf 26. Platz der Gesamtwertung.
Bei der Vierschanzentournee 1960/61 konnte Oman nicht an diese Leistungen anknüpfen und erreichte Rang 36 der Gesamtwertung. Auch bei der Vierschanzentournee 1961/62 kam er nicht über Rang 39 in der Gesamtwertung hinaus.
Wenig später startete Oman bei der Nordischen Skiweltmeisterschaft 1962 in Zakopane. Von der Normalschanze erreichte er dabei mit Sprüngen auf 60,5 und 66 Metern den 40. Platz. Von der Großschanze sprang er auf 89,5 und 90,5 Meter und erreichte damit Rang 35.
Bei seiner erfolgreichsten Vierschanzentournee 1962/63 erreichte Oman mit Platz 15 in Garmisch-Partenkirchen sein bestes Einzelresultat der Karriere. Auch in den weiteren Springen konnte er gute Ergebnisse erzielen und beendete die Tournee auf dem 23. Platz der Gesamtwertung.
Bei den Olympischen Winterspielen 1964 in Innsbruck sprang Oman von der Normalschanze auf Rang 47, bevor er von der Großschanze Platz 36 erreichte. Nachdem Oman in der Folge bei der Vierschanzentournee 1964/65 und der Vierschanzentournee 1965/66 keine großen Erfolge mehr gelangen beendete er 1966 seine aktive Skisprungkarriere.
Nach dem Ende seiner aktiven Karriere begann Oman mit der Arbeit als Trainer, die er bis spät in die 1990er Jahre ausübte.

## Erfolge

### Vierschanzentournee-Platzierungen
| Saison  | Platz | Punkte |
| ------- | ----- | ------ |
| 1959/60 | 026.  | 716,7  |
| 1960/61 | 036.  | 748,3  |
| 1961/62 | 039.  | 763,2  |
| 1962/63 | 023.  | 704,6  |
| 1964/65 | 038.  | 689,1  |
| 1965/66 | 100.  | 119,5  |

### Schanzenrekord
Premierensprung auf der neuen Skiflugschanze.
| Schanze                         | Ort     | Land        | Weite   | aufgestellt am | Rekord bis    |
| ------------------------------- | ------- | ----------- | ------- | -------------- | ------------- |
| Velikanka bratov Gorišek (K153) | Planica | Jugoslawien | 135,0 m | 6. März 1969   | 21. März 1969 |